# Liczba ludności wiejskiej w Polsce
Liczba ludności wiejskiej w Polsce – informuje o liczbie osób mieszkających na obszarach wiejskich. Obszary wiejskie definiuje się jako tereny położone poza obrębem miast.
Dane scharakteryzowano w formie ilościowej w poszczególnych latach i w procentach w stosunku do ogółu ludności kraju. Liczba ludności wiejskiej obejmuje ludność typowo rolniczą, związaną z gospodarstwami rolnymi oraz ludność pozarolniczą osiedloną na obszarach wiejskich.
Główny Urzędu Statystyczny definiuje ludność wiejską jako osoby zamieszkujące w miejscowościach nie posiadających urzędowych praw miejskich i na obszarach, które nie posiadają statusu miasta.

## Liczba ludności wiejskiej w okresie międzywojennym
Według Małego Rocznika Statystycznego z 1938 r. liczba ludności przedstawiała się następująco (w dawnych granicach):
- 1931 r. – 23 185 tys. co stanowiło 76,3% ogółu ludności;
- 1938 r. – 24 394 tys. co stanowiło 70,0% ogółu ludności.

## Liczba ludności wiejskiej po II wojnie światowej
Liczba ludności wiejskiej według roczników statystycznych GUS przedstawiała się następująco:
- 1946 r. – 15 597 tys. co stanowiło 66,0% ogółu ludności;
- 1950 r. – 15 791 tys. co stanowiło 63,1% ogółu ludności;
- 1955 r. – 15 485 tys. co stanowiło 56,2% ogółu ludności;
- 1960 r. – 15 394 tys. co stanowiło 51,7% ogółu ludności;
- 1970 r. – 15 570 tys. co stanowiło 47,7% ogółu ludności;
- 1980 r. – 14 756 tys. co stanowiło 41,3% ogółu ludności.

## Liczba ludności wiejskiej po transformacji ustrojowej z 1989 r.
Po transformacji systemowej z 1989 r. liczba ludności wiejskiej przedstawiała się następująco:
- 1990 r. – 14 569 tys. co stanowiło 38,2% ogółu ludności;
- 1995 r. – 14 724 tys. co stanowiło 38,1% ogółu ludności;
- 2000 r. – 14 584 tys. co stanowiło 37,5% ogółu ludności;
- 2005 r. – 14 733 tys. co stanowiło 38,6% ogółu ludności;
- 2010 r. – 15 101 tys. co stanowiło 39,2% ogółu ludności;
- 2015 r. – 15 271 tys. co stanowiło 39,7% ogółu ludności;
- 2019 r. – 15 350 tys. co stanowiło 40,0% ogółu ludności.